# Пюрю Сойрі
Пюрю Сойрі (фін. Pyry Soiri, нар. 22 вересня 1994, Уусімаа) — фінський футболіст, нападник клубу «Есб'єрг».
Виступав, зокрема, за клуби «Шахтар» (Солігорськ) та «МюПа», а також національну збірну Фінляндії.

## Клубна кар'єра
Народився 22 вересня 1994 року в Уусімаа. Вихованець юнацьких команд футбольних клубів «МюПа» та «Палло-Поят».
У дорослому футболі дебютував 2012 року виступами за команду «МюПа», в якій того року взяв участь у 2 матчах чемпіонату. 
Своєю грою за цю команду привернув увагу представників тренерського штабу клубу «ЯрПС», до складу якого приєднався 2012 року. Відіграв за Відіграв за наступні жодного сезонів своєї ігрової кар'єри.
2012 року уклав контракт з клубом КТП, у складі якого провів наступний рік своєї кар'єри гравця. 
З 2013 року знову, цього разу два сезони захищав кольори команди клубу «МюПа». Більшість часу, проведеного у складі «МюПа», був основним гравцем атакувальної ланки команди.
З 2015 року два сезони захищав кольори команди клубу «ВПС». Граючи у складі «ВПС» також здебільшого виходив на поле в основному складі команди.
Протягом 2017—2018 років захищав кольори команди клубу «Шахтар» (Солігорськ).
До складу клубу «Адміра-Ваккер» приєднався 2018 року. Станом на 11 червня 2019 року відіграв за команду з Медлінга 12 матчів в національному чемпіонаті.
18 червня 2019 «Есб'єрг» оголосив про підписання контракту з Сойрі.

## Виступи за збірні
Протягом 2014–2016 років залучався до складу молодіжної збірної Фінляндії. На молодіжному рівні зіграв у 5 офіційних матчах.
2017 року дебютував в офіційних матчах у складі національної збірної Фінляндії.
| Дата       | Місто     | Господарі   | Результат | Гості              | Турнір                               | Голи | Примітки |
| ---------- | --------- | ----------- | --------- | ------------------ | ------------------------------------ | ---- | -------- |
| 6-10-2017  | Осієк     | Хорватія    | 1 – 1     | Фінляндія          | Відбір до ЧС 2018                    | 1    | 80' 90'  |
| 9-10-2017  | Турку     | Фінляндія   | 2 – 2     | Туреччина          | Відбір до ЧС 2018                    | -    | 82'      |
| 9-11-2017  | Гельсінкі | Фінляндія   | 3 – 0     | Естонія            | товариський матч                     | 1    | 27' 60'  |
| 11-1-2018  | Абу-Дабі  | Йорданія    | 1 – 2     | Фінляндія          | товариський матч                     | -    | 58'      |
| 23-3-2018  | Анталія   | Фінляндія   | 0 – 0     | Північна Македонія | товариський матч                     | -    | 68'      |
| 26-3-2018  | Анталія   | Фінляндія   | 5 – 0     | Мальта             | товариський матч                     | 1    | 61' 88'  |
| 5-6-2018   | Плоєшті   | Румунія     | 2 – 0     | Фінляндія          | товариський матч                     | -    | 57' 82'  |
| 9-6-2018   | Тампере   | Фінляндія   | 2 – 0     | Білорусь           | товариський матч                     | -    | 46'      |
| 8-9-2018   | Тампере   | Фінляндія   | 1 – 0     | Угорщина           | Ліга націй УЄФА 2018-2019 - 1-й етап | -    | 85'      |
| 11-9-2018  | Гельсінкі | Фінляндія   | 1 – 0     | Естонія            | Ліга націй УЄФА 2018-2019 - 1-й етап | -    |          |
| 12-10-2018 | Таллінн   | Естонія     | 0 – 1     | Фінляндія          | Ліга націй УЄФА 2018-2019 - 1-й етап | -    | 68'      |
| 15-10-2018 | Гельсінкі | Фінляндія   | 2 – 0     | Греція             | Ліга націй УЄФА 2018-2019 - 1-й етап | 1    | 46' 86'  |
| 15-11-2018 | Афіни     | Греція      | 1 – 0     | Фінляндія          | Ліга націй УЄФА 2018-2019 - 1-й етап | -    | 74'      |
| 23-3-2019  | Удіне     | Італія      | 2 – 0     | Фінляндія          | Відбір до ЧЄ 2020                    | -    | 90'      |
| 26-3-2019  | Єреван    | Вірменія    | 0 – 2     | Фінляндія          | Відбір до ЧЄ 2020                    | 1    | 78' 57'  |
| 11-6-2019  | Вадуц     | Ліхтенштейн | 0 – 2     | Фінляндія          | Відбір до ЧЄ 2020                    | -    | 74'      |
| Усього     |           | Матчів      | 16        |                    | Голів                                | 5    |          |

## Титули і досягнення
- Чемпіон Фінляндії (1):

ГІК: 2022
- Володар Кубка фінської ліги (1):

ГІК: 2023